# Julio Radilovic
 (septembre 2015).
Julio Radilovic, connu en France sous le pseudonyme de Jules Radilovic ou simplement Jules, est un dessinateur et scénariste de bande dessinée de Yougoslavie né le 25 septembre 1928 à Maribor et mort le 26 janvier 2022 à Zagreb.

## Biographie
Il débute dans la bande dessinée en 1952.
En 1956, il s'associe avec le scénariste Zvonimir Furtinger et réalise Izumi i otkrica, série publiée en Allemagne par Rolf Kauka. La même année, les deux hommes commencent Kroz minula stoljeca, une série historique publiée jusqu'en 1959 dans le magazine Plavi Vjesnik, et en 1962 ils réalisent une bande dessinée d'aventure inspirée de Sanders of Africa d'Edgar Wallace. Dans la même revue il travaille sur Serial Kapetan Leši en 1960 , avec des textes de Nenad Brixy.
En 1957, il imagine Herlock Sholmes avec Zvonimir Furtinger, parodie de Sherlock Holmes qui ne sera publiée que dix ans plus tard dans la revue Plavi Vjesnik. Cette série est publiée dans les n° 102 à 107 de la revue Janus Stark.
Il collabore avec l'agence yougoslave Strip Art Features et enchaîne différentes séries comme Baca Izvidjac, Africke Pustolovine, Jaimie McPheters et surtout die Partizanen, grande fresque ayant pour décor la Seconde Guerre mondiale scénarisée par Dordge Lebovic et publiée dès 1978 dans l'hebdomadaire néerlandais Eppo, et proposée en français dans le fascicule Pirates en 1985-86.

## Publications
- Aventures Africaines : Mongo de Zvonimir Furtinger (sc) et Jules Radilovic (des) est publié dans Akim n°676[3] (1987)